# Szczawik trójkątny
Szczawik trójkątny (Oxalis triangularis) – gatunek rośliny z rodziny szczawikowatych (Oxalidaceae). Pochodzi z Brazylii, ale jest spotykany także w innych krajach jako popularna roślina ozdobna. W cieplejszych strefach klimatycznych uprawiany w ogrodach, w chłodniejszych krajach (w tym w Polsce) jako roślina pokojowa lub sezonowa – na balkonach i rabatach.

## Morfologia
Pokrój
Roślina zielna, bylina osiągająca 15–20 cm wysokości.
Łodyga
Łuskowate, kruche kłącze o krótkich rozłogach.
Liście
Trójlistkowe, cienkie, długoogonkowe, o ciemnopurpurowej barwie z delikatnym, charakterystycznym, jaśniejszym rysunku wewnątrz liścia. Kształtem przypominają swym wyglądem duże, kanciaste liście koniczyny, stąd nazywana jest „koniczynką szczęścia”.
Kwiaty
Kwiaty promieniste, nieco dzwonkowate, o symetrii 5-krotnej. Zebrane w luźne, dłuższe od liści kwiatostany posiadające 3 do 7 kwiatów. Pojedynczy kwiat pięciopłatkowy, delikatny, o średnicy ok. 1 cm. Płatki barwy białej lub jasnoliliowej, z zielonożółtą plamką i takimiż żyłkami widocznymi tylko u nasady. Działki kielicha krótkie, zrosłe nieco u nasady, pojedynczy słupek z główkowatym znamieniem i 10 pręcików. 
Owoce
Wydłużona, naga, 5-kanciasta torebka. Nasiona jajowate o zaostrzonych końcach.

## Biologia i ekologia
Bylina, geofit i hemikryptofit. W naturze występuje w cienistych lasach, na dnie poszycia. Jest rośliną kwasolubną, cieniolubną i przystosowaną do środowiska wilgotnego. Kwitnie kilka miesięcy w roku, po czym, w okresie suchym roślina zamiera przechodząc w stan spoczynku. Odrasta po 2–3 miesiącach przy sprzyjających warunkach.

## Podgatunki
Wyróżnia się dwa podgatunki:
- Oxalis triangularis papilionacea (Hoffmanns. ex Zucc.)
- Oxalis triangularis triangularis A. St.-Hil

## Zastosowanie
Roślina jadalna
Liście i kwiaty stosowane jako atrakcyjny dodatek do sałatek. Ma ostry, kwaśny smak. W większych ilościach może być jednak szkodliwa ze względu na dużą zawartość kwasu szczawiowego. Szczególnie ostrożne muszą być osoby cierpiące na reumatyzm, dnę moczanową, nadkwaśność czy kamicę nerkową.
Roślina ozdobna
Uprawiana zarówno w ogrodach, jak i w pojemnikach na balkonach i w domach. Na zewnątrz wymaga stanowiska cienistego lub półcienistego, dobrze nadaje się jako roślina pokrywowa w miejscach, gdzie słabo rosną bardziej światłolubne gatunki. W polskich warunkach należy wykopywać kłącza na zimę i przechowywać w cieplejszych warunkach.
Jako roślina pokojowa wymaga jaśniejszego stanowiska, choć bez ostrego słońca. Kwitnie niemal przez cały okres wegetacyjny, na zimę dobrze jest jednak zaprzestać podlewania i zasuszyć liście. Kłącza przechowywać w chłodnym miejscu i zacząć podlewać ponownie na wiosnę.

## Zjawisko fotonastii
Listki szczawika w nocy i przy niepogodzie stulają się, regulując w ten sposób ilość wyparowywanej wody. Zjawisko to zachodzi dzięki zmianie ciśnienia turgorowego u podstawy blaszki liściowej.